# Jungermannia truncata
Jungermannia truncata là một loài rêu tản trong họ Jungermanniaceae. Loài này được Nees miêu tả khoa học lần đầu tiên năm 1830.